# Yalçın Kayan
Yalçın Kayan (Smirne, 30 gennaio 1999) è un calciatore turco, centrocampista dell'Eyüpspor.

## Caratteristiche tecniche
È un centrocampista difensivo.

## Carriera
Cresciuto nel settore giovanile del Göztepe, debutta in prima squadra il 15 settembre 2019 giocando l'incontro di Süper Lig vinto 2-0 contro il Kayserispor. Il 12 dicembre 2020 segna la sua prima rete nel corso dell'incontro perso 3-2 contro il Çaykur Rizespor.

## Statistiche
Statistiche aggiornate al 9 febbraio 2025.

### Presenze e reti nei club
| Stagione        | Squadra         | Campionato      | Campionato | Campionato | Coppe nazionali | Coppe nazionali | Coppe nazionali | Coppe continentali | Coppe continentali | Coppe continentali | Altre coppe | Altre coppe | Altre coppe | Totale | Totale | Totale |
| Stagione        | Squadra         | Comp            | Pres       | Reti       | Comp            | Pres            | Reti            | Comp               | Pres               | Reti               | Comp        | Pres        | Reti        | Pres   | Reti   |        |
| --------------- | --------------- | --------------- | ---------- | ---------- | --------------- | --------------- | --------------- | ------------------ | ------------------ | ------------------ | ----------- | ----------- | ----------- | ------ | ------ | ------ |
| 2018-2019       | Göztepe         | SL              | 2          | 0          | CT              | 3               | 0               |                    | -                  | -                  |             | -           | -           | 5      | 0      |        |
| 2019-2020       | Göztepe         | SL              | 12         | 0          | CT              | 6               | 0               |                    | -                  | -                  |             | -           | -           | 18     | 0      |        |
| 2020-2021       | Göztepe         | SL              | 18         | 2          | CT              | 2               | 0               |                    | -                  | -                  |             | -           | -           | 20     | 2      |        |
| 2021-2022       | Göztepe         | SL              | 29         | 0          | CT              | 1               | 0               |                    | -                  | -                  |             | -           | -           | 30     | 0      |        |
| 2022-2023       | Göztepe         | 1L              | 33         | 2          | CT              | 2               | 0               |                    | -                  | -                  |             | -           | -           | 35     | 2      |        |
| 2023-2024       | Göztepe         | 1L              | 34         | 9          | CT              | 1               | 0               |                    | -                  | -                  |             | -           | -           | 35     | 9      |        |
| 2024-gen. 2025  | Göztepe         | SL              | 1          | 0          | CT              | -               | -               |                    | -                  | -                  |             | -           | -           | 1      | 0      |        |
| Totale Göztepe  | Totale Göztepe  | Totale Göztepe  | 129        | 13         |                 | 15              | 0               |                    | -                  | -                  |             | -           | -           | 144    | 13     |        |
| gen.-giu. 2025  | Eyüpspor        | SL              | 3          | 0          | CT              | 1               | 0               |                    | -                  | -                  |             | -           | -           | 4      | 0      |        |
| Totale carriera | Totale carriera | Totale carriera | 132        | 13         |                 | 16              | 0               |                    | -                  | -                  |             | -           | -           | 148    | 13     |        |